# Copelatus ogasawarensis
Copelatus ogasawarensis är en skalbaggsart som beskrevs av Toshiro Kamiya 1932. Copelatus ogasawarensis ingår i släktet Copelatus och familjen dykare. Inga underarter finns listade i Catalogue of Life.